# Jacob Lohmann
Jacob Ulrik Lohmann, född 4 februari 1974 i Odense, är en dansk skådespelare.
Lohmann har medverkat i TV-serien  When the Dust Settles. Han har även medverkat i filmerna Ehrengard: Förförelsens konst och Flaskpost från P.

## Filmografi (i urval)
- 2012 – A Royal Affair
- 2016 – Flaskpost från P
- 2020 – When the Dust Settles (TV-serie)
- 2023 – Ehrengard: Förförelsens konst
- 2023 – Oxen (TV-serie)